# Hakan Şükür
Hakan Şükür (Adapazarı, Sakarya, 1971. szeptember 1. –) minden idők egyik legsikeresebb török labdarúgója.

## Sportpályafutása

### Klubcsapatokban
Adapazarıban született és a helyi másodosztályú Sakaryasporban kezdte pályafutását, és még 17. születésnapja előtt bemutatkozott a török élvonalban. Első gólját 1989. február 26-án lőtte az Eskişehirspor elleni bajnokin. További három évet töltött a klubnál, ezalatt további 18 gólt ért el.
1990 nyarán csatlakozott a Bursasporhoz. Az itt töltött második szezonjában 26 bajnokin hétszer volt eredményes és ennek is köszönhetően meghívták a válogatottba.
1992 nyarán aláírt a Galatasarayhoz és mindjárt első évében bajnoki címet és kupagyőzelmet ünnepelhetett, valamint ekkor kapta a szurkolóktól a Boszporusz Bikája becenevet. Ebben az évben 19 gólt lőtt 30 bajnokin, és a következő két évben is trófeákat ünnepelhetett a török óriásklubbal. 1995-ben az olasz Torino FC igazolta le, ezzel ő lett a második török labdarúgó az Seria A.ban. Mindössze öt mérkőzésen kapott szerepet, ezeken egy gólt lőtt, így a téli átigazolási időszakban visszatért a Galatasarayhoz.
Itt újra magára talált, az 1996-1997-es idényt kupagyőzelemmel és tizenhat bajnoki góllal zárta. A következő szezonban 38 bajnoki gólt termelt, ezzel egy gól híján megdöntötte Tanju Çolak idevonatkozó rekordját. Az Európai aranycipőért kiírt versenyben is csak Mário Jardel és Ronaldo végzett előkelőbb helyen nála. A következő két idényében sorrendben 33 és 18 gólt szerezve lett gólkirály, valamint sorozatban három bajnoki címet ünnepelhetett.
Az 1999-2000-es idényben a török klubfutball eddigi legnagyobb sikerét érték el, amikor az UEFA-kupa döntőjében legyőzték az Arsenal csapatát. Hakan Şükür 17 mérkőzésen szerzett 10 góljával a kupasorozat gólkirálya lett.
Ezt követően kacskaringós külföldi pályafutás következett, megfordult a Internazionale, a Parma és a Blacburn Rovers csapataiban is, inkább kevesebb, mint több sikerrel.

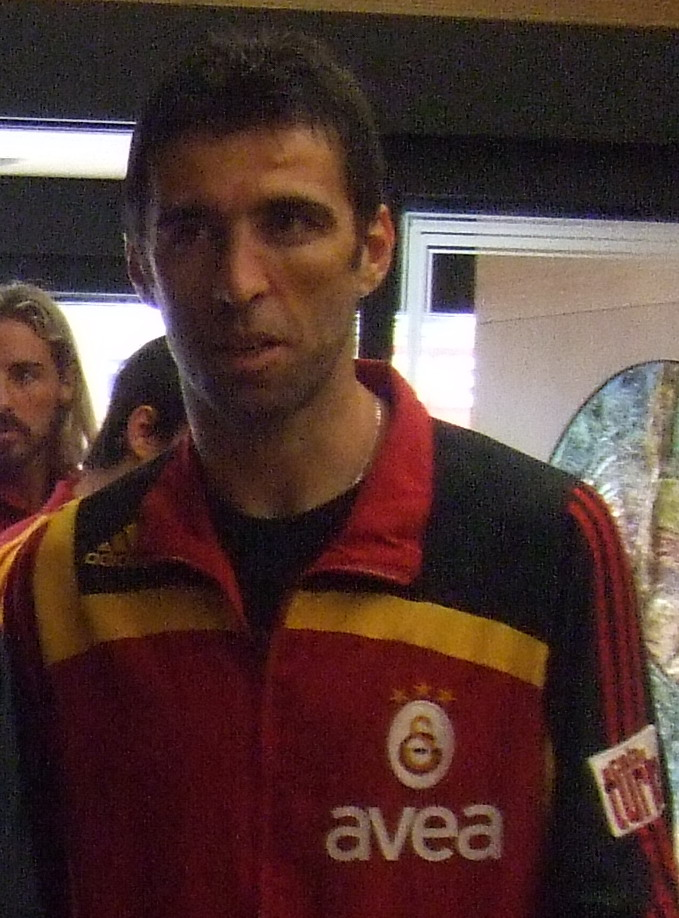
Şükür 2008-ban

2003. július 7.-én hazatért a Galatasarayhoz, és itt megtalálta góllövő cipőjét, a 2005-ös kupagyőzelem mellett tizenkét, illetve tizennyolc góllal segítette csapatát a bajnokságban. 2003 novemberében a török labdarúgás elmúlt 50 évének legjobb játékosának választották.
A 2005-06-os szezonban duplázott csapatával, és az ezt követő két idényben is még tíz gól felett termelt, a 2007-08-as idényben rekordot jelentő 17. bajnoki címéhez segítette a Galatasarayt, majd immár 37 évesen az idény végén bejelentette visszavonulását.

### A válogatottban
Először 1992 márciusában, Luxemburg ellen szerepelt a válogatottban, első gólját pedig Dánia ellen szerezte. Első tizenegy válogatott találkozóján hatszor talált a kapuba. Az 1996-os Európa-bajnoki selejtezők során hétszer volt eredményes, azonban az angliai kontinenstorna nem sikerült ilyen jól a számára, a törökök már a csoportmérkőzések után búcsúztak.
A következő években nem sikerült kivívniuk a szereplést az 1998-as világbajnokságon, Şükür ennek ellenére továbbra is szállította a gólokat, a kontinenstorna selejtezőiben hétszer, a világbajnoki kvalifikációs sorozatban kétszer volt eredményes. A 2000-es Európa-bajnokságon. A belgiumi kontinenstornán kétszer talált be a hazai csapat elleni csoportmérkőzésen, a törökök 2–0-s győzelmet arattak.
A 2002-es világbajnokságon gyengén szerepelt, hét mérkőzésen mindössze egyszer volt eredményes, viszont azt a társházigazda dél-koreaiaknak lőtte, mindössze 11 másodperccel a kezdő sípszó után − ez a találat mindmáig a világbajnokságokon rúgott leggyorsabb gólnak számít. A török válogatott bronzérmet szerzett a tornán.
Az Ukrajna ellen játszott 2006-os vb-selejtező mérkőzésen válogatták be a nemzeti csapatba a 100. alkalommal, ezt a megtiszteltetést eddig csak Bülent Korkmaz és Rüştü Reçber kapta meg.
Pályára lépett a 2008-as Európa-bajnoki selejtezősorozatban is, azonban a kontinenstornára már nem vitte ki Fatih Terim szövetségi kapitány. Hakan Şükür 2007. október 17-én, Görögország ellen játszott utolsó alkalommal a nemzeti csapatban. 112 válogatott mérkőzéséből harminc alkalommal csapatkapitányként vezette ki társait a pályára, a válogatottban 51 gólt szerzett, amivel ő a csapat gólrekordere.

## Magánélete
Koszovói albán származású, esküvőjét első feleségével, Esra Elbirlikkel élőben közvetítette a televízió.

## Politikai pályafutása
2011. június 18-án az az évi általános parlamenti választások alkalmával országgyűlési képviselőnek választották. Az isztambuli választókerületben indult az Igazság és Fejlődés Pártja színeiben, 2. helyen jutott a parlamentbe.
2013. december 16-án, miután nyíltan támogatta az iszlám Gülem-mozgalmat, a nagy közfelháborodás miatt lemondott pozíciójáról, a továbbiakban független képviselőként politizált.
2016. február 16-án fegyveres elfogató parancsot adtak ki ellene, miután úgy vélték, hogy nyíltan megfenyegette Recep Tayyip Erdoğan miniszterelnököt, valamint terrorista szervezetben való részvétellel vádolták. Şükür ezután elhagyta Törökországot és az Egyesült Államokban telepedett le.

## Statisztika

### Klub
| Klub             | Szezon         | Bajnokság     | Bajnokság | Kupa          | Kupa  | Nemzetközi kupa | Nemzetközi kupa | Összesen      | Összesen |
| Klub             | Szezon         | Pályára lépés | Gólok     | Pályára lépés | Gólok | Pályára lépés   | Gólok           | Pályára lépés | Gólok    |
| ---------------- | -------------- | ------------- | --------- | ------------- | ----- | --------------- | --------------- | ------------- | -------- |
| Sakaryaspor      | 1987–88        | 3             | 0         | 2             | 1     | —               | —               | 5             | 1        |
| Sakaryaspor      | 1988–89        | 11            | 5         | —             | —     | —               | —               | 11            | 5        |
| Sakaryaspor      | 1989–90        | 27            | 5         | —             | —     | —               | —               | 27            | 5        |
| Sakaryaspor      | Összesen       | 41            | 10        | 2             | 1     | —               | —               | 43            | 11       |
| Bursaspor        | 1990–91        | 27            | 4         | —             | —     | —               | —               | 27            | 4        |
| Bursaspor        | 1991–92        | 27            | 7         | 7             | 3     | —               | —               | 34            | 10       |
| Bursaspor        | Összesen       | 54            | 11        | 7             | 3     | —               | —               | 61            | 14       |
| Galatasaray      | 1992–93        | 30            | 19        | 8             | 5     | 6               | 2               | 47            | 26       |
| Galatasaray      | 1993–94        | 27            | 16        | 7             | 4     | 9               | 0               | 43            | 20       |
| Galatasaray      | 1994–95        | 33            | 19        | 7             | 1     | 8               | 5               | 48            | 25       |
| Galatasaray      | Összesen       | 90            | 54        | 22            | 10    | 23              | 7               | 135           | 71       |
| Torino           | 1995–96        | 5             | 1         | —             | —     | —               | —               | 5             | 1        |
| Torino           | Összesen       | 5             | 1         | —             | —     | —               | —               | 5             | 1        |
| Galatasaray      | 1995–96        | 25            | 16        | 7             | 2     | —               | —               | 32            | 18       |
| Galatasaray      | 1996–97        | 32            | 38        | 3             | 4     | 4               | 4               | 39            | 46       |
| Galatasaray      | 1997-98        | 34            | 32        | 9             | 2     | 7               | 0               | 50            | 34       |
| Galatasaray      | 1998–99        | 33            | 19        | 9             | 2     | 7               | 6               | 49            | 27       |
| Galatasaray      | 1999–2000      | 32            | 14        | 5             | 1     | 17              | 10              | 54            | 25       |
| Galatasaray      | Összesen       | 156           | 119       | 33            | 15    | 35              | 20              | 224           | 152      |
| Internazionale   | 2000–01        | 24            | 5         | 1             | 0     | 9               | 1               | 34            | 6        |
| Internazionale   | Összesen       | 24            | 5         | 1             | 0     | 9               | 1               | 35            | 6        |
| Parma            | 2001–02        | 15            | 3         | —             | —     | 1               | 0               | 16            | 3        |
| Parma            | Összesen       | 15            | 3         | —             | —     | 1               | 0               | 16            | 3        |
| Blackburn Rovers | 2002–03        | 9             | 2         | —             | —     | —               | —               | 9             | 2        |
| Blackburn Rovers | Összesen       | 9             | 2         | —             | —     | —               | —               | 9             | 2        |
| Galatasaray      | 2003–04        | 28            | 12        | 1             | 0     | 9               | 6               | 38            | 18       |
| Galatasaray      | 2004–05        | 33            | 18        | 3             | 4     | —               | —               | 35            | 22       |
| Galatasaray      | 2005–06        | 31            | 10        | 4             | 2     | 2               | 1               | 37            | 13       |
| Galatasaray      | 2006–07        | 26            | 4         | 2             | 0     | 6               | 1               | 34            | 5        |
| Galatasaray      | 2007–08        | 28            | 11        | 4             | 1     | 9               | 2               | 41            | 14       |
| Galatasaray      | Összesen       | 146           | 55        | 14            | 7     | 26              | 10              | 186           | 72       |
| Karrier összes   | Karrier összes | 540           | 260       | 79            | 34    | 94              | 38              | 709           | 332      |

### Válogatott
| Válogatott  | Év       | Pályára lépés | Gólok |
| ----------- | -------- | ------------- | ----- |
| Törökország | 1992     | 8             | 5     |
| Törökország | 1993     | 3             | 1     |
| Törökország | 1994     | 5             | 3     |
| Törökország | 1995     | 7             | 4     |
| Törökország | 1996     | 12            | 3     |
| Törökország | 1997     | 5             | 6     |
| Törökország | 1998     | 4             | 1     |
| Törökország | 1999     | 7             | 3     |
| Törökország | 2000     | 9             | 3     |
| Törökország | 2001     | 10            | 6     |
| Törökország | 2002     | 10            | 2     |
| Törökország | 2003     | 9             | 4     |
| Törökország | 2004     | 8             | 5     |
| Törökország | 2005     | 5             | 0     |
| Törökország | 2006     | 5             | 4     |
| Törökország | 2007     | 5             | 1     |
| Összesen    | Összesen | 112           | 51    |

## Sikerei, díjai
- Hétszeres török bajnok és négyszeres török kupagyőztes,
- 2000-ben UEFA-kupa győztes,
- A 2002-es világbajnokság bronzérmese a török labdarúgó-válogatottal,
- Háromszor török gólkirály (1996-1997, 1997–1998, 1998–1999),
- A Süper Lig legeredményesebb játékosa (249)
- Leggyorsabb gól világbajnokságon (11 mp),
- A nemzeti válogatott legsikeresebb játékosa (51 gól 112 nemzetközi mérkőzésen),
- Több mint 100-szor válogatták be a Milli Takim-ba (Nemzeti Labdarúgó-válogatott),
- Legjobb góllövő 1998, FIFA-díj

## Lásd még
- Török labdarúgó-válogatott

## Bibliográfia
- Sarıçiçek, Hasan. Kral Hakan Şükür: Bir Kral'ın Entrikaları Alt Üst Eden Başarı Öyküsü (török nyelven). biyografi.net Publications (2006). ISBN 9789750039430
- Tuncay, Bülent. Galatasaray Tarihi: Avrupa Zaferleriyle Unutulmaz Yıldızlarıyla (török nyelven). Yapı Kredi Yayınları (2002). ISBN 9750804546

## Külső hivatkozások
- Galatasaray SK hivatalos honlap